# اویاسترت
اویاسترت (به اسپانیایی: Ullastret) یک شهرستان در اسپانیا است که در استان خرنا واقع شده‌است.

## خصوصیات
اویاسترت ۱۱٫۰۸ کیلومترمربع مساحت و ۲۵۰ نفر جمعیت دارد و ۴۹ متر بالاتر از سطح دریا واقع شده‌است.